# Gorleben
Gorleben là một đô thị ở huyện Lüchow-Dannenberg, cực đông bắc bang Lower Saxony, Đức, trong một khu vực có tên Wendland.
Dân số cuối năm 2006 là 674 người.
Gorleben là nơi có cơ sở chứa chất thải phóng xạ gây tranh cãi.

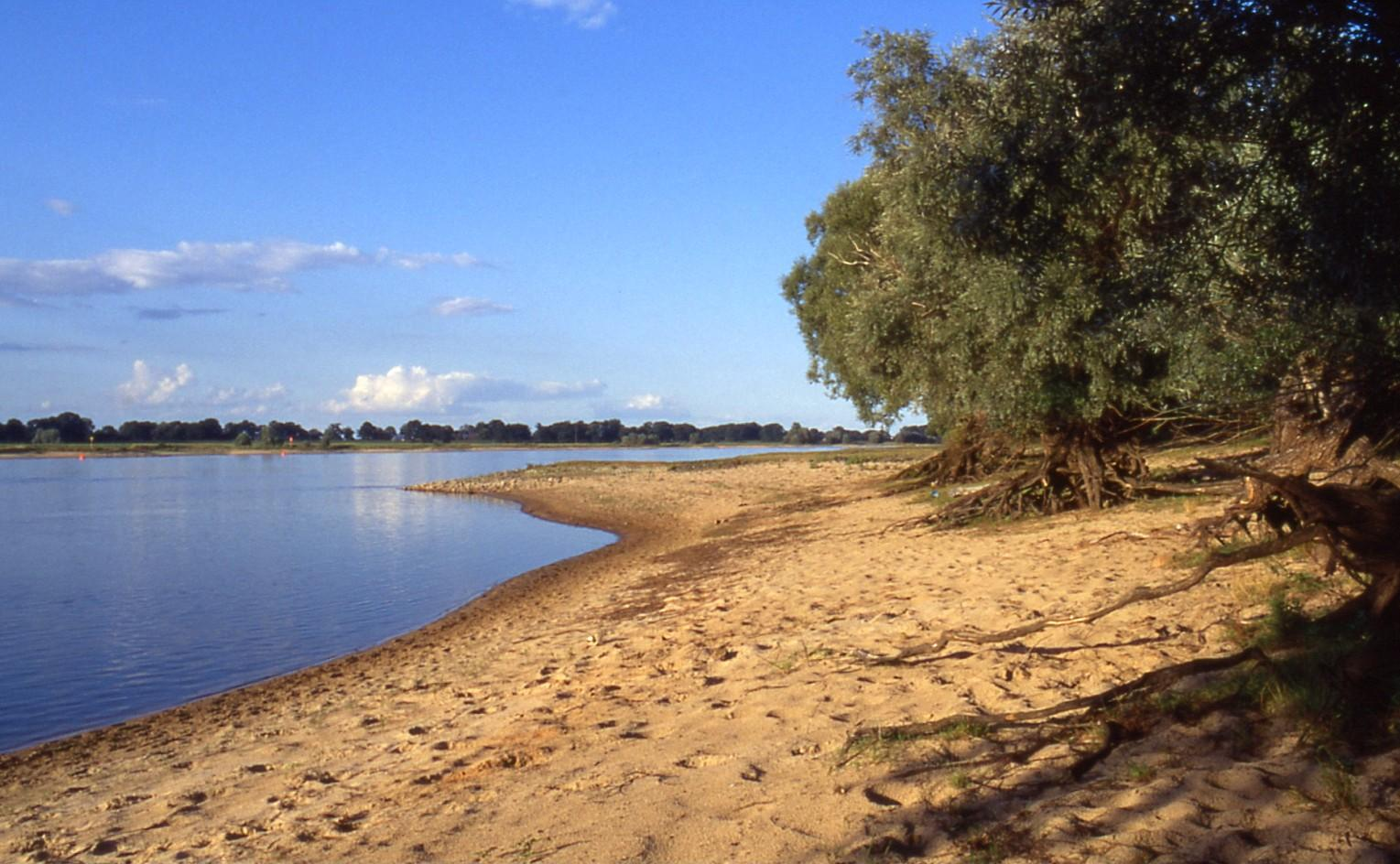
sông Elbe gần Gorleben

Thị xã nằm bên tả ngạn sông Elbe, trên độ cao 20 mét trên mực nước biển.